# Globenområdet

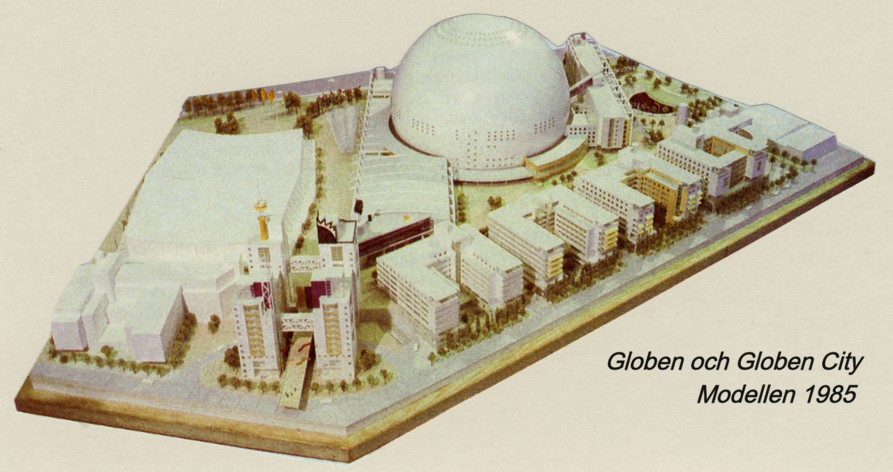
Globenområdet, modell från 1985

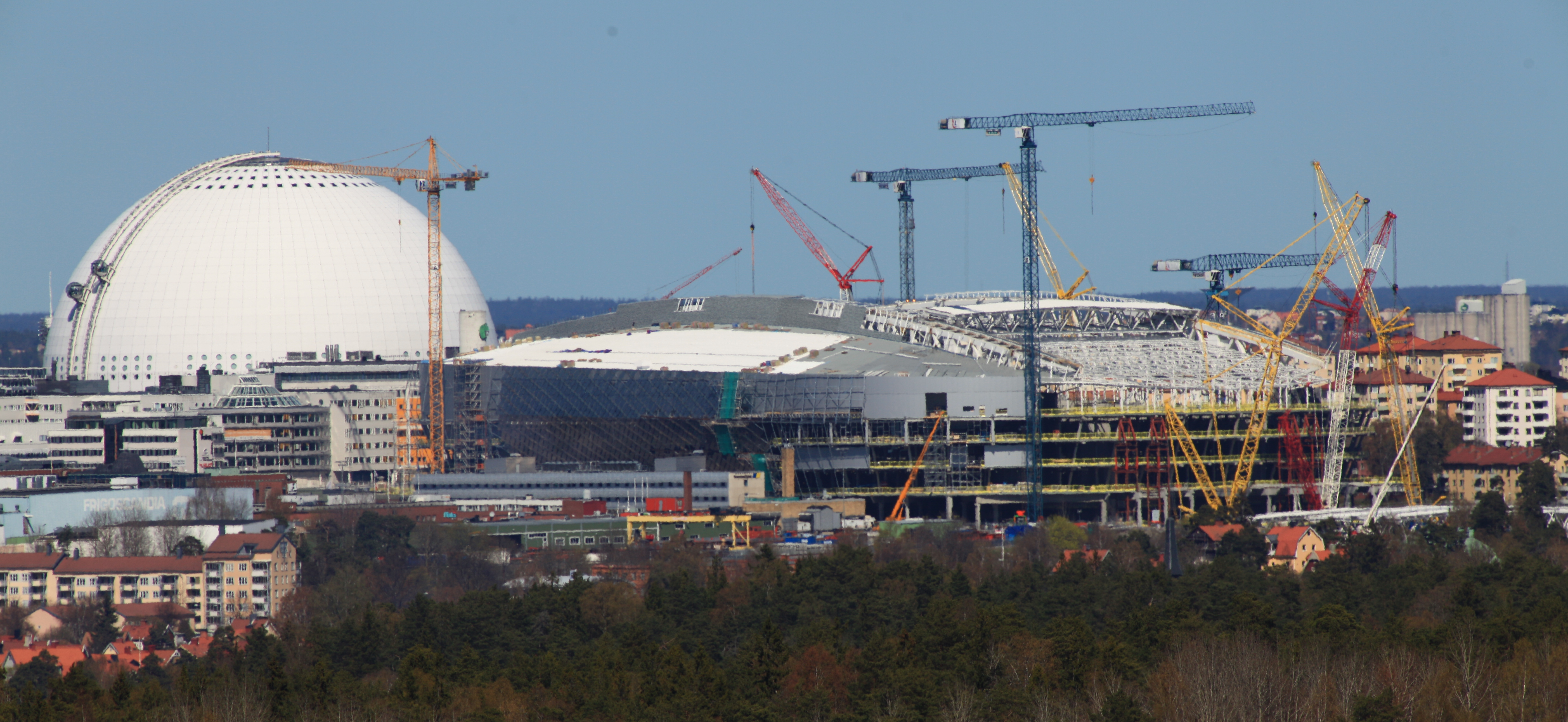
Globen (t.v.) samt Tele2 Arena under byggnad (maj 2012)

Globenområdet är ett informellt område i stadsdelen Johanneshov i Söderort inom Stockholms kommun med namn efter arenan Globen.
Området avgränsas av Nynäsvägen, Sandstuparken och Arenavägen.
I samband med att Globen uppfördes byggdes också ett affärs- och kontorsområde i anslutning till den nya arenan. Utöver Globen, Hovet och Tele2 Arena finns här köpcentrumet Globen Shopping, Quality Hotel Globe, samt en mängd kontor. AB Storstockholms Lokaltrafik hade sitt huvudkontor i Globenområdet åren 1992−2005.

## Postort
Gatuadresser i området tillhört postorten Johanneshov, men för företag finns en särskild postadress, Stockholm-Globen.